# الحيالة (مسلسل)
الحيالة، مسلسل كويتي من تأليف فجر السعيد وإخراج البيلي أحمد، ومن بطولة مجموعة كبيرة من الفنانين الخليجيين والعرب مثل عبدالحسين عبدالرضا وخالد النفيسي، سعيد سالم إلهام الفضالة، أمل عباس، فخرية خميس، محمد الصيرفي، مشاري البلام، محمود بوشهري، يعقوب عبد الله والوجه الجديد بذلك الوقت الفنانة مها سالم قامت بدور شخصية (خطر)، موضي وحسن عبد الرسول ونادية كرم وساهره ويتكون من 30 حلقة، وهو من إنتاج تلفزيون الكويت وقام بتنفيذ الإنتاج شركة مركز الفنون للإنتاج الفني. وقد عرض على كثير من القنوات الخليجية والعربية.

## قصة المسلسل
تدور قصة المسلسل حول ضواحي احدى الشوارع الفقيره حيث تعيش عائلة " علف " في بيت قديم وكان الاخ الأكبر مانع متمسك بالعادات والتقاليد ولا يقبل مواكبة العصر ويرفض كل ما هو جديد ويمتاز الاخوين بالحيلة الخداع والمكر ومتكونه هذه العائلة من مانع ودواس وشقيقتهم الصغرى فتون وجراح وشاهين الاخوين من أب واحد وأم مختلفة عن أم مانع ودواس وفتون، يقوم دواس " عبد الحسين عبد الرضا " بمخالفة امر اخية الأكبر مانع " خالد النفيسي " بالزواج من حبيبته لولوه " الهام الفضالة " ولكن لا يستطيع تلبية طلباتها التي تتزايد يوما عن يوما وتريد كل شيء ينفذ لها حالا فيضطر إلى الزواج من حكيمه 
" أمل عباس " وتمثل الشخصية الغنية القبيحه المعجبه بدواس ووظيفتها الطبخ وتوصيل الطلبات الغذائية لبيوت الناس، ويقرر الزواج بها لسبب واحد فقط هو اخذ المال منها واعطائه لزوجته الأولى حتى ترضى عنه وبسبب حبه لها، في هذا الوقت اخوانه لا يعلمون بزواجه من 
اثنتين بالسر، إلى ان تنتهي احداث الحلقة الأخيرة بدخول الزوجتين " حكيمه " و" لولوه " وكشف سر فتون " فخريه خميس " ب"شرب الشيشة " بدون علم اخوانها. وفي النهاية كل شخص يحاسب الاخر على تقصيره واهماله وعدم التحكم في إدارة شؤون الاسرة بالشكل المطلوب والقاء اللوم على الاخر والندم الحسرة على كل ما حدث وجرى من مشاكل لم تكن بالحسبان.

## الشخصيات
| الممثل               | الشخصية              |
| -------------------- | -------------------- |
| عبد الحسين عبد الرضا | دواس يوسف علف        |
| خالد النفيسي         | مانع يوسف علف        |
| فخرية خميس           | فتون يوسف علف        |
| امل عباس             | حكيمة أم ماجد        |
| محمد الصيرفي         | سلامة                |
| سعيد سالم            | عيد بن شاكر          |
| محمود بوشهري         | جراح يوسف علف        |
| مشاري البلام         | شاهين يوسف علف       |
| يعقوب عبد الله       | ماجد                 |
| الهام الفضالة        | لولوه                |
| حسن عبد الرسول       | فوزي                 |
| خطر                  | خطر                  |
| نايف شاهر            | شاهر                 |
| ناديه كرم            | ميسون                |
| ساهره                | نسيمه ام لولوة       |
| زهرة دعيج            | فرقة الطقاقة ام فيصل |
| عامر محمد            | موضي علف             |